# Rusko-turška vojna (1686–1700)
Rusko-turška vojna 1686–1700 je bila del skupnih evropskih prizadevanj za izgon  Osmanskega cesarstva iz Evrope. Vojna je bila v preteklosti znana tudi kot velika turška vojna.
Rusko-turška vojna se je začela potem, ko se je Rusko carstvo leta 1686 pridružilo evropski protiturški koaliciji (Habsburška monarhija, Poljska - Litva, Beneška republika). Pogoj za pridružitev Rusije je bilo poljsko-litovsko priznanje suverenosti Ruskega carstva v Levobrežni Ukrajini.

## Vojna
Med vojno je ruska vojska leta 1687 in 1689 organizirala pohoda na Krim, ki sta se končala s porazoma. Rusija je kljub neuspehom leta 1695 začela pohod na Azov in ga po obleganju leta 1695 naslednje leto osvojila.

## Mirovni sporazum
Ruski car Peter Veliki je zaradi priprav na vojno proti Švedskemu cesarstvu leta 1699 podpisal Karlovški mirovni sporazum  z Osmanskim cesarstvom. S kasnejšim Konstantinopelskim mirovnim sporazumom, sklenjenim leta 1700,  je Osmansko cesarstvo Rusiji prepustilo trdnjave Taganrog, Pavlovsk in Mius in dovolilo ustanovitev ruskega veleposlaništva v Konstantinoplu in varno vrnitev vseh vojnih ujetnikov. Car je zatrdil, da njemu podrejeni kozaki ne bodo napadali Osmanov, sultan pa,  da njemu podrejeni Krimski Tatari ne bodo napadali Rusov.